# 武藤嘉一
武藤 嘉一（むとう かいち、1897年（明治30年）2月20日 - 1968年（昭和43年）7月23日）は、日本の政治家・教育者。衆議院議員。慶應義塾大学教授。武藤醸造所社長。

## 略歴
岐阜県出身。武藤嘉門の息子。慶應義塾大学部理財科卒業。慶大卒業後、アメリカに留学。帰国後は慶應義塾大学教授、菊川酒蔵社長、旭紡績社長などを歴任。
1946年（昭和21年）4月、戦後初の総選挙にて初当選。1952年（昭和27年）8月の解散までの約6年衆議院議員を務める（当選3回）。
1963年（昭和38年）4月、各務原市長選に立候補し当選。初代各務原市長となる。しかし、1968年（昭和43年）6月、病気の為辞職する。同年7月、死去。

## 人物
教育者としても知られ、富田高等女学校（現富田高校）校長などの要職を歴任した。また、各務原市長時代は、名古屋商科大学の講師も兼任していた。
武藤自身は「私は政治家に向いていない。学者辺りが向いていると思う」と言っていた。だが、周囲からの要請で政治の世界に入ったという。
趣味は音楽、旅行。宗教は禅宗。

## 家族・親族
武藤家
岐阜県各務原市
- 父・嘉門[2]（衆議院議員、岐阜県知事）

1870年 - 1963年
- 妻・さと（岐阜、富田吉三郎の四女）[3]

1903年 -
- 長男・嘉文[3]（衆議院議員）

1926年 - 2009年
自治政務次官、農林水産大臣、通商産業大臣、外務大臣、総務庁長官、自民党行政改革推進本部長などを歴任した。